# Composé 334
Les composés 334 sont des composés intermétalliques qui peuvent être englobés dans la famille des phases de Zintl (en). Ils répondent à la formule chimique générale R3T3X4, d'où leur nom de « composés 334 », où :
- R est une terre rare, ou encore Y, Zr, Hf et certains éléments de la famille des actinides (U et Th)
- T est un métal de transition : Cu, Au, Pd, Pt, Ni ou Co
- X est un élément du groupe V, à savoir Bi ou Sb

Depuis la découverte du composé initial Y3Au3Sb4 par Dwight en 1977, de nombreux composés ont été élaborés et étudiés non seulement pour leurs propriétés thermoélectriques mais aussi pour leurs propriétés magnétiques dues à la présence des électrons 4f des terres rares, magnétorésistives et supraconductrices.

## Les composés «334»: un exemple de phase de Zintl
Le nom de « phase de Zintl » provient des travaux concernant de nouvelles classes de matériaux menés par Eduard Zintl dans les années 1930. Ces matériaux sont à la frontière entre les composés ioniques (type NaCl) et les composés intermétalliques. Ils sont en fait le produit de la réaction entre un élément alcalin ou alcalino-terreux (groupe 1 ou 2), et un métal de transition ou un métalloïde du groupe 13, 14, 15 ou 16. Un exemple souvent cité est le composé NaTl où la structure consiste en un réseau d'ions Tl− organisés en une structure covalente du même type que celle du diamant au sein de laquelle les ions Na+ occupent sur les sites tétraédriques. Il est toutefois difficile de donner une définition plus précise de ce groupe qui englobe par cette définition de nombreux matériaux. En effet, toute tentative de classification a conduit à l'impossibilité de définir clairement les frontières entre les différentes sous-classes de composés. Ainsi, même si les phases de Zintl sont parfois décrites comme étant diamagnétiques (voir l'article diamagnétisme), faiblement conductrices et cassantes, c'est précisément pour des propriétés antagonistes, à savoir son magnétisme et son caractère semi-conducteur que le sous-groupe des composés 334 est étudié !

## Structure cristallographique des composés R3T3X4
Les composés 334 cristallisent dans une structure cubique complexe de groupe d'espace I43d. Pour décrire celle-ci, il est nécessaire de considérer une maille de volume 2a x 2a x 2a (avec a : paramètre de maille) comprenant 40 atomes [A]. Ainsi, la formule chimique fait référence à 10 atomes, soit une demi-maille élémentaire en volume.
Ces composés sont en fait une version remplie d'une structure similaire dont l'archétype est le composé Th3P4. La structure cristalline du composé Y3Au3Sb4 (a = 9,818 A à 300 K) est illustrée figure A :

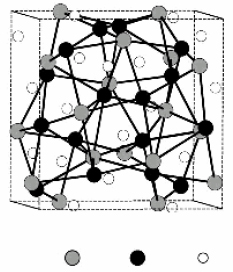
Figure A : Structure cristalline du composé : en noir les atomes d'antimoine, en gris les atomes d'yttrium, en blanc les atomes d'or. Les arêtes permettent de souligner la structure cristalline de type Th3P4 d'après.

Les atomes d'or s'insèrent au centre de tétraèdres irréguliers formés par les atomes d'antimoine d'une part, et les atomes d'yttrium d'autre part (figure B).

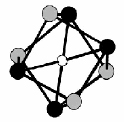
Figure B : Environnement d'un atome d'or (en blanc).
Les atomes d'antimoine (en noir) et d'yttrium (en gris) forment des tétraèdres déformés d'après.

Les atomes d'yttrium se trouvent au centre d'un dodécaèdre également irrégulier appelé bisdisphénoïde, formé par 8 atomes d'antimoine. Cette structure complexe résulte d'une interpénétration de deux tétraèdres irréguliers (figure C).

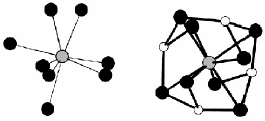
Figure C : À gauche, environnement d'un atome d'yttrium (en gris et atome d'antimoine en noir).
À droite, la structure complète avec les atomes d'or (en blanc) d'après.

De plus, si on considère les atomes d'antimoine, on constate qu'ils sont au centre d'octaèdres irréguliers formés par six atomes d'yttrium (figure D).

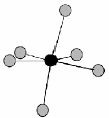
Figure D : Environnement d'un atome d'antimoine (en noir).
Les six atomes d'yttrium (en gris) forment un octaèdre irrégulier d'après.

Dwight a constaté que la structure complexe de cette famille de matériaux est décrite en considérant des tétraèdres au centre desquels s'insèrent les atomes de métal de transition et une coordination dodécaédrique pour les atomes R.
La figure E permet de visualiser l'environnement global d'un atome d'yttrium :

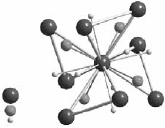
Figure E : Environnement de l'atome d'yttrium d'après.

Pour obtenir une description complète, il est nécessaire de considérer l'arrangement dans l'espace de ces deux types de polyèdres. Ceux-ci s'assemblent de deux façons différentes : par les faces ou par les arêtes (figure F). Les formes que l'on obtient alors se répartissent dans l'espace pour remplir la maille cristalline de dimension 2a x 2a x 2a.

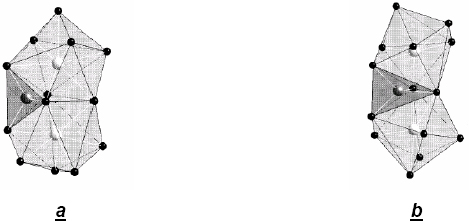
Figure F : (a) Assemblage par faces, (b) assemblage par arêtes, les atomes d'antimoine sont en noir, les atomes d'or au centre des tétraèdres et en blanc les atomes d'yttrium d'après.

L'analogie avec les matériaux skuttérudites est intéressante. En effet, dans ce type de composés, il est possible d'insérer des atomes au centre des cavités de la structure qui vont servir de centres diffuseurs de phonons afin d'abaisser la conductivité thermique de réseau. Dans le cas présent, ce sont les atomes R, insérés au centre des dodécaèdres, qui sont susceptibles d'agir de la même façon. Par contre, ceux-ci sont beaucoup plus confinés que dans une structure skuttérudite comme le montrent les données du tableau 1.
| Y3Au3Sb4 | LaFe4Sb12    |
| --- | ------------ |
| Y - Sb 3,34 et 3,44 | La - Sb 3,46 |
| Y - Au 3,01 | La - Fe 3,96 |
| Comparaison des distances interatomiques d du composé skuttérudite rempli LaFe4Sb12 (avec La en insertion dans la cage cubique vide) et du composé Y3Au3Sb4 d'après Young et coll,. On constate que le confinement des atomes d'yttrium est plus important que celui des atomes de lanthane (les distances sont exprimées en Ångström). |              |

## État de l'art
Depuis la découverte du composéY3Au3Sb4, de nombreux matériaux de cette famille ont été élaborés, principalement à base de terre rare. La figure G présente les éléments qui ont permis d'obtenir cette structure complexe.

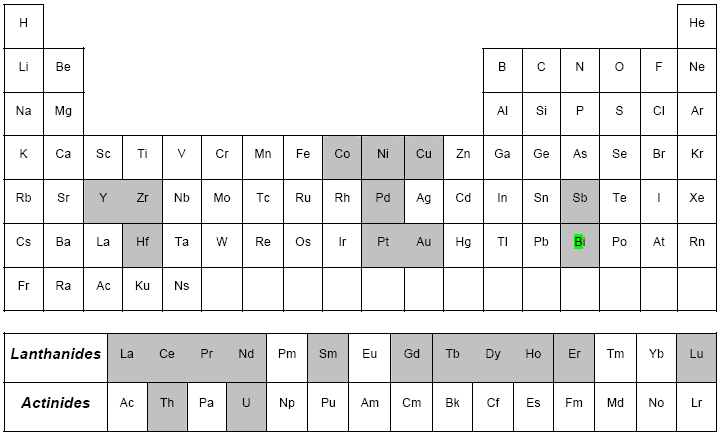
Figure G : Eléments utilisés dans l'élaboration de composés de type « 334 »

Il est également important de noter que des composés quaternaires ont pu être synthétisés en combinant deux terres rares,. Cela montre que cette famille de matériaux, bien que peu étudiée, présente une chimie riche. Il n'est d'ailleurs pas impossible que d'autres éléments puissent être utilisés soit comme éléments de base, soit comme éléments de substitution. À ce titre, des substitutions sur le site de l'atome R et T ont été considérées,. Par contre, aucune substitution sur le site de l'antimoine par du plomb, du tellure ou de l'étain n'a abouti à la formation de cette structure cristalline.
Les tableaux 2 et 3 regroupent l'ensemble des composés ternaires et quaternaires élaborés et présentés dans la littérature jusqu'à ce jour.
| Composés ternaires                     | Composés ternaires                            | Composés quaternaires                           |
| -------------------------------------- | --------------------------------------------- | ----------------------------------------------- |
| R3Cu3Sb4,                              | R = Y, La, Ce, Pr, Nd, Sm, Gd, Tb, Dy, Ho, Er |                                                 |
| R3Au3Sb4,                              | R = Y, Nd, Sm, Gd, Tb, Ho, Er                 | (Sm1-xNdx)3Au3Sb4                               |
| R3Pt3Sb4,                              | R = Ce, Nd, Zr                                | (Nd1-xCex)3Pt3Sb4 Ce3CuxPt1-xSb4 Ce3Au3-xPtxSb4 |
| R3Ni3Sb4                               | R = Zr, Hf                                    |                                                 |
| Composés ternaires étudiés depuis 1977 |                                               |                                                 |

| Composés ternaires                                      | Composés ternaires | Composés quaternaires |
| ------------------------------------------------------- | ------------------ | --------------------- |
| R3Pt3Bi4,                                               | R = La, Ce,        | (Ce1-xLax)3Pt3Bi4     |
| Composés ternaires et quaternaires étudiés depuis 1977. |                    |                       |

## Techniques d'élaboration
Afin d'obtenir la structure cristallographique décrite précédemment, deux techniques ont été utilisées dans la littérature : fusion par arc et métallurgie des poudres. La première technique s'opère sous atmosphère gazeuse (gaz inerte, généralement de l'argon). Le mélange des éléments en quantités stœchiométriques est alors chauffé au-delà du point de fusion à l'aide d'un arc électrique. Le principal inconvénient de cette technique est la perte d'une partie de l'antimoine présent, celui-ci étant très volatil. C'est pourquoi 1 à 2 % d'antimoine supplémentaire sont ajoutés au mélange. La deuxième technique consiste à placer un mélange stœchiométrique dans un tube scellé qui est préalablement dégazé et rempli de gaz inerte (argon). Chauffé dans un four à 950 °C pendant 48 h, la réaction peut alors se produire. Cette technique permet d'éviter toute perte d'antimoine.
Dans les deux cas, le lingot obtenu est broyé puis pastillé. Les pastilles subissent ensuite un traitement thermique de recuit afin d'éviter la présence de toute phase secondaire résiduelle et d'assurer une bonne homogénéisation de composition chimique par diffusion des différentes espèces. Les caractéristiques du recuit diffèrent en revanche grandement d'une publication à l'autre allant de 600 à 1 000 °C pour la température et de 60 h à 3 semaines pour la durée.
De plus, il semble que la technique par arc aboutisse à de meilleurs résultats en termes de phase secondaire résiduelle,. Toutefois, la structure 334 est difficile à obtenir et dans de nombreux cas, le système cristallise préférentiellement dans une structure de type demi-Heusler. Ce fait n'est pas dû au hasard et peut être expliqué soit par la concentration en électrons par unité formulaire ou par unité de maille.